# Dave Eggers
Dave Eggers (n. 12 martie 1970, Boston, Massachusetts, SUA) este un scriitor, scenarist și editor american.
Este considerat unul dintre cei mai influenți scriitori contemporani și un critic acut al fostului președinte american Donald Trump.

## Premii
- 2001 Addison Metcalf Award, American Academy of Arts and Letters (National Book Award)
- 2001 Pulitzer-Preis-finalist pentru A Heartbreaking Work of Staggering Genius
- 2003 Independent Book Award pentru You Shall Know Our Velocity (National Book Critics Circle Award)
- 2007 Heinz Award
- 2010 Dayton-Literary-Peace-Prize - finalist
- 2012 Albatros-Literaturpreis, Günter-Grass-Stiftung Bremen pentru Zeitoun.
- 2015: Membru al American Academy of Arts and Letters[14]
- 2016: Lista pentru International DUBLIN Literary Award cu Your Fathers, Where Are They? And The Prophets, Do They Live Forever?

## Opere

### Romane
- A Heartbreaking Work of Staggering Genius. Roman. 2000.
- You Shall Know Our Velocity. Roman. 2002.
- Jokes Told in Heaven about Babies.. 2003.
- Short Short Stories. 2004.
- How We Are Hungry. povestiri. 2005.
- What is the What. Roman. 2007.
- The Wild Things. Roman. 2008.
- Zeitoun. 2009.
- A Hologram For The King. Roman. 2012.
- The Circle. Roman. 2013.
- Visitants. eseu. 2014
- Your Fathers, Where Are They? And the Prophets, Do They Live Forever? Alfred A. Knopf McSweeney's, New York City 2015, ISBN 978-1-101-87419-6.
- Heroes Of The Frontier. Roman. 2016.
- The Monk of Mokha. Hamish Hamilton, 2018
- The Parade. Roman. Knopf, 2019, ISBN 978-0-525-65530-5.
- The Captain and the Glory, 2019
- The Every, 2021

### Scenarii
- 2009 Away We Go (cu Vendela Vida), screenplay. Vintage Books, New York City, ISBN 978-0-307-47588-6.
- 2009 The Wild Things (cu Spike Jonze)
- 2012 Promised Land (cu Matt Damon și John Krasinski).
- 2016 A Hologram For The King (cu Tom Tykwer).
- 2017 The Circle

## Opere în limba română
- 2007: Să te ții alergătură!, editura Humanitas Fiction, traducătoare Ariadna Gradinaru, ISBN 5948353012330.
- 2012: Opera sfâșietoare a unui geniu năucitor, editura Humanitas Fiction, traducător Adrian Buz, ISBN 9789736894787.
- 2016: O hologramă pentru rege, editura Humanitas Fiction, traducător Adrian Buz, ISBN 9786067790849.
- 2017: Căpitanul Nemo, editura Curtea Veche Publishing, ISBN 9786065888203

## Literatură
- Lukas Hoffmann: Postirony: The Nonfictional Literature of David Foster Wallace and Dave Eggers, transcript Verlag, Bielefeld 2016, ISBN 978-3-8376-3661-1.